# Кампи (Арецо)
Кампи (итал. Campi) је насеље у Италији у округу Арецо, региону Тоскана.
Према процени из 2011. у насељу је живело 124 становника. Насеље се налази на надморској висини од 378 м.